# ماير ماكنيل
ماير ماكنيل (بالإنجليزية: Máire MacNeill)‏ (7 ديسمبر 1904 – 15 مايو 1987) كانت صحفية وفلكلورية ومترجمة أيرلندية. اشتهرت بدراستها المتميزة لمهرجان الحصاد الأيرلندي، مهرجان لوغناسا (1962، 1983).
ولدت في بورتمارنوك، مقاطعة دبلن، الابنة الثانية للمؤرخ والشخصية السياسية إيوين ماكنيل وأجنيس مور. بعد انتقال العائلة إلى المدينة التحقت بمدرسة Muckross Park. حصلت على درجة البكالوريوس في الدراسات السلتية من كلية دبلن الجامعية عام 1925. من عام 1927 إلى عام 1932 عملت كصحفية ثم كمحررة فرعية في جريدة Cumann na nGaedheal. كما ساعدت والدها في مذكراته.